# Einmal kehr’ ich wieder
Einmal kehr’ ich wieder ist ein Musikfilm von Géza von Bolváry aus dem Jahr 1953. Die deutsch-jugoslawische Co-Produktion lief auch unter dem Alternativtitel Dalmatinische Hochzeit. Der jugoslawische Filmtitel lautet Dalmatinska Svadba.

## Handlung
Nach 25 Jahren kehrt der amerikanische Millionär John Rick in seine Heimat Dalmatien zurück. Einst verließ er sie im Alter von 17 Jahren als einfacher Bootsjunge Ivo Maric, da er erkannte, dass er der gräflichen Familie seiner großen Liebe Stella Monti nie gut genug sein würde. Er versprach ihr jedoch, sie einst mit einer weißen Yacht abzuholen. Nun ist er mit seiner Tochter Gloria und deren Freund Bob zurückgekehrt. Da er sehen will, wie seine Umwelt ihm wirklich begegnet, besorgt sich John Rick einfache Kleider und geht als armer Ivo Maric an Land. Er gibt vor, auf der Yacht als Heizer zu arbeiten.
An Land wird er von seinen früheren Freunden begeistert empfangen und auch Stella ist erfreut, ihn wiederzusehen. Sie hatte in der Zwischenzeit geheiratet; der inzwischen erwachsene Pero ist ihr Sohn, doch lebt sie nach ihrer Scheidung zurückgezogen mit ihren beiden Brüdern Ruge und Mome im familieneigenen Palais. Die Schulden sind erdrückend und es droht der Verlust des Palais’. Gerne würde Stella mit Ivo in die USA gehen, bittet sich jedoch Bedenkzeit aus.
Zunächst behandeln Stellas Brüder Ivo genauso abweisend wie einst. Um bei ihren Gläubigern einen weiteren Vorschuss zu erhalten, bitten sie ihn jedoch, an einem Schwindel teilzunehmen. Er soll sich als der Besitzer der amerikanischen Yacht ausgeben und Kaufinteresse am Palais zeigen. Stella ist entsetzt, dass sich Ivo für den Schwindel hergibt und kündigt an, ihn zu verlassen. Die beiden Brüder wiederum sind entsetzt, als Ivo beim inszenierten Abendessen mit den Gläubigern als John Rick einen Scheck ausstellt und das Palais kauft. Beide glauben, er habe den Scheck gefälscht. Stella kommt abends auf Ivos Boot und will John Rick sprechen und ihn bitten, Ivo wegen Scheckfälscherei nicht verhaften zu lassen. Erst an Bord erkennt sie, dass Ivo und John dieselbe Person sind, und sie fällt ihm glücklich in die Arme.
Sie will ihm eigentlich nach Amerika folgen, entscheidet sich jedoch anders. Ihr Sohn Pero war ursprünglich mit der Dalmatierin Marina verlobt, verliebte sich dann jedoch in Ivos Tochter Gloria. Marina wiederum fand in Bob einen neuen Freund. Während Bob und Marina gemeinsam nach Amerika kommen wollen, plant Pero, seine Heimat nicht zu verlassen. Da Gloria jedoch nicht vorhat, Amerika den Rücken zu kehren, würde Pero von der Geliebten verlassen allein in Dubrovnik bleiben. Da Stella einst in derselben Lage war und darunter gelitten hat, will sie gemeinsam mit Pero in Dalmatien bleiben. Erst Glorias Entscheidung, mit Pero zusammen in Dalmatien bleiben zu wollen, löst alle Probleme – und Stella und Ivo treten gemeinsam vor den Traualtar.

## Produktion

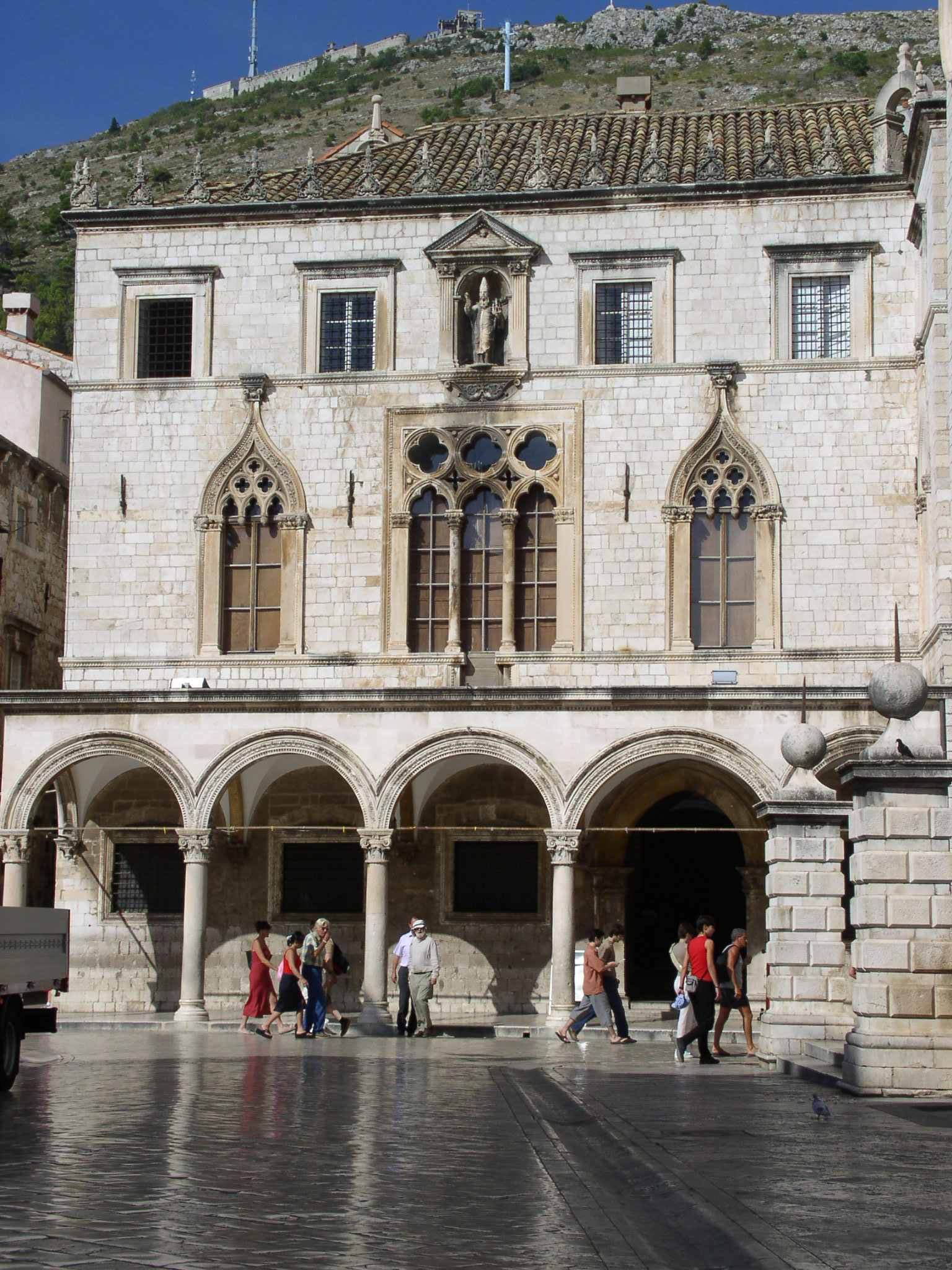
Pałac Sponza in Dubrovnik, im Film das Palais Monti

Einmal kehr’ ich wieder entstand nach einer Geschichte von Herbert Reinecker. Er wurde im Triglav-Studio in Ljubljana produziert. Die Außenaufnahmen entstanden in Dubrovnik und Umgebung. Der Film erlebte am 26. November 1953 im Theater am Aegi in Hannover seine Premiere. Im Film sind verschiedene Lieder zu hören:
- Paul Dahlke: Einmal kehr ich wieder
- Traditional: Chiribiri bella
- Instrumental: Broadway Blues

Im Film tanzen und singen zudem das Jugoslawische National-Ensemble Zagreb, die Moreschka-Tänzer der Insel Korčula, das Dalmatinische Gesangs-Ensemble des Radiosenders Zagreb sowie der Chor und das Orchester des Radiosenders Ljubljana.

## Kritiken
Das Lexikon des Internationalen Films befand: „Der Zufall führt Regie bei einer Traumfabrik-Handlung, die als Vorwand dient, Ferienfreuden, Badeschönheiten und Schlager vor der dekorativen Kulisse der kroatischen Stadt Dubrovnik zu präsentieren.“
Die Filmblätter lobten neben der Darstellung Paul Dahlkes vor allem „die fremdartige, bald schwermütige, bald südländisch ausgelassene Musik“.